# Bezinky
Bezinky bylo československé vokální dívčí trio.

## Historie
Po rozdělení vokální a doprovodné skupiny Jezinky, se interpretky rozhodly v roce 1974 založit vokální skupinu Bezinky. Zakládající členky byly Lída Nopová, Helena Viktorínová a Marie Jakoubková . Jezinky vystupovaly jako vokální doprovod pro různé české a slovenské popové zpěváky a zpěvačky. Účinkovali v různých uskupeních například s Naďou Urbánkovou. Postupně se dostaly do Bratislavy, ale zároveň účinkovaly v Praze.
Slovenské písně skupiny Bezinky, respektive skladby známých zpěváků, kde zpívají doprovodné vokály, se hrají dodnes.

## Interpretky
- Lída Nopová  (1973-1983)
- Helena Viktorinová  (1973-1983)
- Marie Jakoubková  (1973-1983)
- Helena Heřmanová  (1974-1976)
- Helena Maršálková[2]